# Tigres da Ambazônia
Tigres da Ambazônia (em inglês:  Tigers of Ambazonia) é uma milícia separatista ambazoniana. De acordo com seu site oficial, o grupo reconhece a autoridade do Governo Interino da Ambazônia. Faz parte do Conselho de Autodefesa da Ambazônia.
Os Tigres da Ambazônia surgiram no outono de 2017 em Manyu, com entre dez e trinta combatentes. A partir de 2018, alegou ter cerca de 2.000 combatentes sob seu comando, embora esse número não possa ser verificado e seja provavelmente um exagero.  Coopera com as Forças de Defesa da Ambazônia e com a SOCADEF. 